# Zakojca
Zakojca is een plaats in Slovenië en maakt deel uit van de gemeente Cerkno in de NUTS-3-regio Goriška. De plaats telde 42 inwoners op 1 januari 2020.

## Geboren
- France Bevk (1890-1970), schrijver, dichter, verzetsstrijder en politicus